# Sausset-les-Pins
Sausset-les-Pins – miejscowość i gmina we Francji, w regionie Prowansja-Alpy-Lazurowe Wybrzeże, w departamencie Delta Rodanu.
Według danych na rok 1990 gminę zamieszkiwało 5541 osób, a gęstość zaludnienia wynosiła 458 osób/km² (wśród 963 gmin regionu Prowansja-Alpy-W. Lazurowe Sausset-les-Pins plasuje się na 124. miejscu pod względem liczby ludności, natomiast pod względem powierzchni na miejscu 643.).

## Współpraca
- Lariano, Włochy
- Sentmenat, Hiszpania
- Altshausen, Niemcy